# アルバロ・テヘロ
アルバロ・テヘロ・サクリスタン（Álvaro Tejero Sacristán , 1996年7月20日 - ）は、スペイン・マドリード州マドリード出身のプロサッカー選手。RCDエスパニョール所属。ポジションはDF。

## 来歴
2005年にレアル・マドリードのカンテラに入団。2015年にCチームに昇格し、同年にレアル・マドリード・カスティージャに昇格。8月22日のCDエブロ戦でプロデビュー。更にトップチームにも登録され、12月2日のコパ・デル・レイのカディスCF戦で、トップチームデビュー。2016年2月2日のレアル・ウニオン戦でプロ初ゴールを決めた。
2017年4月26日のデポルティーボ・ラ・コルーニャ戦でラ・リーガ初出場。しかし、トップチームに定着することは出来ず、2018年7月10日にアルバセテ・バロンピエへのローン移籍が決定。2018-19シーズン、アルバセテはセグンダ・ディビシオンで4位に入り、昇格プレーオフに進出したものの、1回戦でRCDマヨルカに敗れた。その中でテヘロは38試合1得点を記録し、シーズン終了後にはヴェルダー・ブレーメンが獲得に乗り出しているとも報じられた。
2019年6月26日、SDエイバルと5年契約を締結したことが発表された。
2020年10月5日、レアル・サラゴサへのローン移籍が発表された。
2024年7月9日、RCDエスパニョールに移籍した。